# Spice Fashion Television Channel
Spice Fashion Television Channel, nota anche solo come Spice, è una rete televisiva nigeriana 24 ore su 24 dedicata alla moda, la prima nel continente africano in lingua inglese di questo genere.
È di proprietà del gruppo Consolidated Media Associates. Trasmette programmi locali e internazionali di moda, sfilate, fotografia, bellezza e oggetti di lusso su DStv.

## Storia
Prima del lancio come canale televisivo sulla piattaforma digitale satellitare Multichoice, era solo un programma in syndication sul canale in chiaro OnTV Nigeria (al 2016 gestisce ancora alcuni blocchi di programmazione quotidiani su OnTV Nigeria e ONMAX). Spice organizza anche l'annuale Spice Haute Party.
Grazie a collaborazioni strategiche, Spice ha portato sotto i riflettori sfilate di moda locali e internazionali, comprese quelle delle principali piazze africane, come Nigeria, Ghana e Sudafrica, svelando di volta in volta le collezioni stagionali.

### Spice TV Runway Fiesta
Spice TV Runway Fiesta, nota comunemente come "Runway Fiesta", è un evento televisivo dedicato a stilisti, artisti o modelli famosi. Gli stilisti presentano collezioni esclusive con modelli che indossano gli abiti e sfilano sulle passerelle, mentre degli artisti si esibiscono di fronte al pubblico. 
Alla manifestazione, nel corso del tempo, hanno partecipato stlisti come Kinabuti, Wana Sambo, Tzar e Remi Buttons, e artisti come Bez, Victoria Kimani e Black Magic.

### Spice Haute Party
Spice Haute Party è un evento televisivo annuale di moda, in onda sul canale, dove le celebrità, i seguaci della moda e le persone mondane si incontrano e intraprendono collaborazioni.

## Programmi autoprodotti
- Urban Spice
- Glam Mamas
- On the Couch
- Spice Toys
- Spice Destination
- Spice TV Runway Fiesta
- Digital Dairies
- The Red Carpet Show
- Style 101
- Spice Street Style
- The LookBook
- Henry the Not Rich and Famous Boy (serie televisiva nigeriana)
- Fashion Short Films[10]
- Dairy of a Muse